# بي. كمال باشا
بي. كمال باشا (بالإنجليزية: B. Kemal Pasha)‏ هو قاضي هندي، ولد في 25 مايو 1956 في Anchal ‏ في الهند.